# Herman James Good
Herman James Good, né le 29 novembre 1887 et mort le 18 avril 1969 à Bathurst au Nouveau-Brunswick, est un soldat du Corps expéditionnaire canadien de la Première Guerre mondiale et un récipiendaire de la croix de Victoria, la plus haute récompense des forces du Commonwealth.

## Biographie
Herman James Good est né à South Bathurst au Nouveau-Brunswick le 29 novembre 1887. Il s'enrôla dans l'Armée canadienne le 29 juin 1915 à Sussex au Nouveau-Brunswick. Il servit d'abord le 5e Bataillon (Western Cavalry) (en) du Corps expéditionnaire canadien (CEC), puis, avec le 13e Bataillon (Royal Highlanders of Canada), CEC (en). Il décède à Bathurst au Nouveau-Brunswick le 18 avril 1969.

## Croix de Victoira
Herman James Good a été décoré de la croix de Victoria, la plus haute récompense des forces du Commonwealth, pour ses actions du 8 août 1918, le premier jour de la bataille d'Amiens, dans la région au sud de Villers-Bretonneux en France. Elle lui a été remise pour acte de bravoure remarquable lors d'une attaque où sa compagnie est tombé sous le tir de trois mitrailleuses lorsqu'il a foncé seul pour les capturer. Plus tard, le même jour, il mena une attaque avec trois autres soldats pour capturer une batterie de mitrailleuses malgré les tirs à bout pourtant.